# Euapta lappa
Euapta lappa es una especie de pepino de mar de la familia Synaptidae y perteneciente al filo Echinodermata. Se encuentra en los arrecifes de coral en la región del Caribe así como en las islas Canarias.

## Descripción
En apariencia, este pepino de mar se parece más a un gusano largo que a un pepino de mar. Puede alcanzar hasta un metro de largo y tiene un diámetro de hasta 4 cm. Se alarga y acorta repetidamente y cuando se le molesta, el cuerpo normalmente flácido se retrae vigorosamente a una fracción de su longitud original. No tiene árbol respiratorio interno, ni pies ambulacrales, y la superficie del cuerpo está cubierta por crestas redondeadas. La estructura esquelética consta de muchas placas calcáreas diminutas incrustadas en la cutícula. Pequeños ganchos se proyectan desde estos huesecillos y hacen que el cuerpo se sienta pegajoso al tacto. En la parte anterior (frente) del animal hay un anillo de quince tentáculos de alimentación ramificados. El color del cuerpo es marrón pálido o gris, a menudo con motas blancas o rayas longitudinales más oscuras y bandas transversales.

## Distribución y hábitat
Euapta lappa se encuentra en el mar Caribe, las Bahamas, Jamaica, Cuba, el Golfo de México, México, Costa Rica, Panamá y las Antillas Menores. También es conocido de las Islas Canarias. Se encuentra en arrecifes a profundidades de hasta unos 30 metros, escondiéndose durante el día entre rocas y escombros de coral.

## Biología
El pepino de mar en cuentas es un detritívoro. Utiliza sus tentáculos para tamizar los sedimentos del lecho marino, empujándolos hacia la abertura de su boca. La materia orgánica del sedimento se digiere y la materia inorgánica se expulsa a través de la abertura cloacal.
La locomoción tiene lugar como resultado de la contracción de los músculos de la pared del cuerpo. Estos consisten en bandas longitudinales de músculo y bandas circulares continuas que forman un tubo. La contracción de diferentes regiones de la musculatura permite que el pepino de mar se mueva a medida que las ondas de peristalsis pasan a lo largo del cuerpo.</ref> Los huesecillos evitan el deslizamiento proporcionando fricción con el sustrato. En un acuario, este pepino de mar puede escalar el lado de vidrio vertical utilizando el peristaltismo de esta manera, con el único punto de unión que son los tentáculos.

## Galería de imágenes

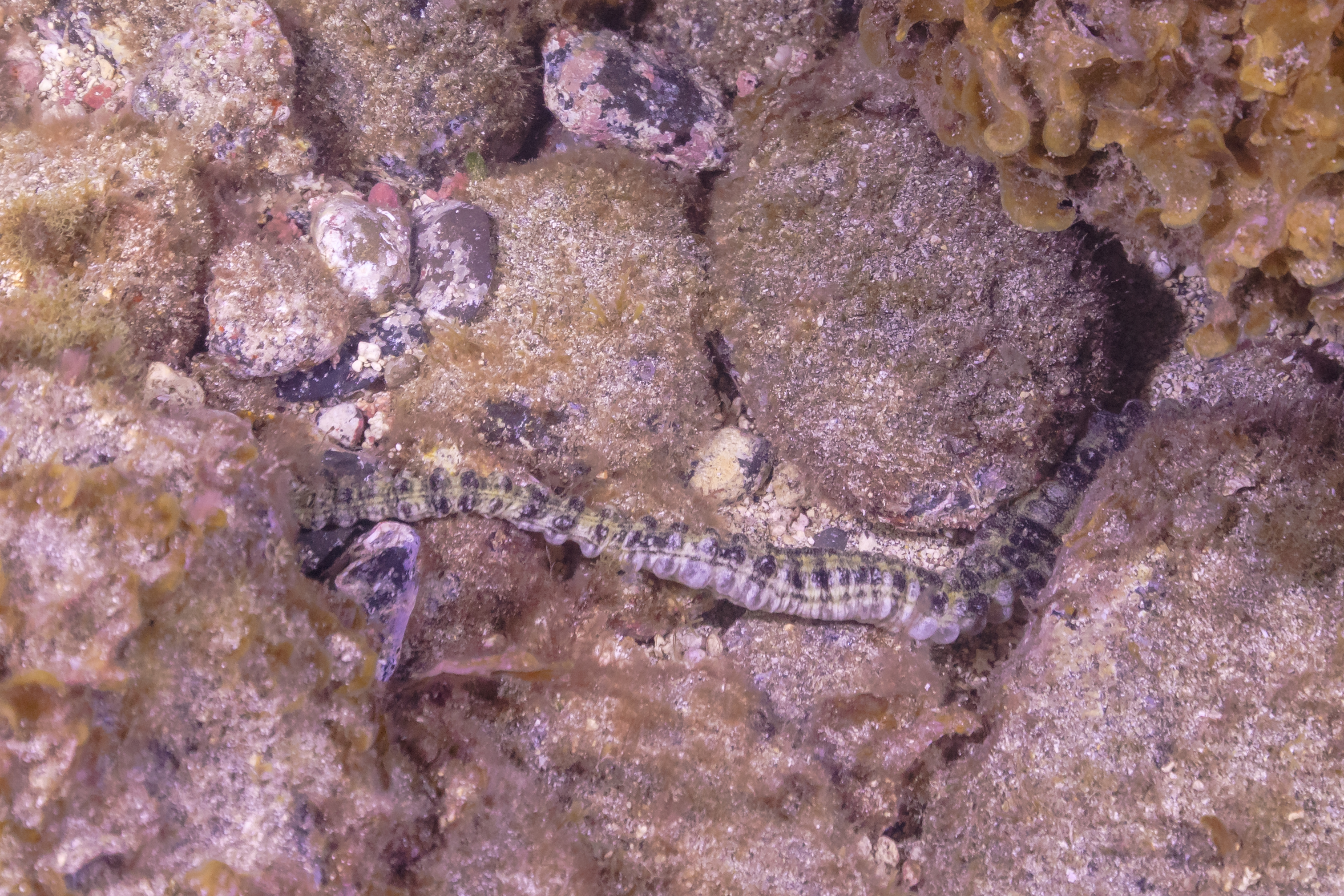
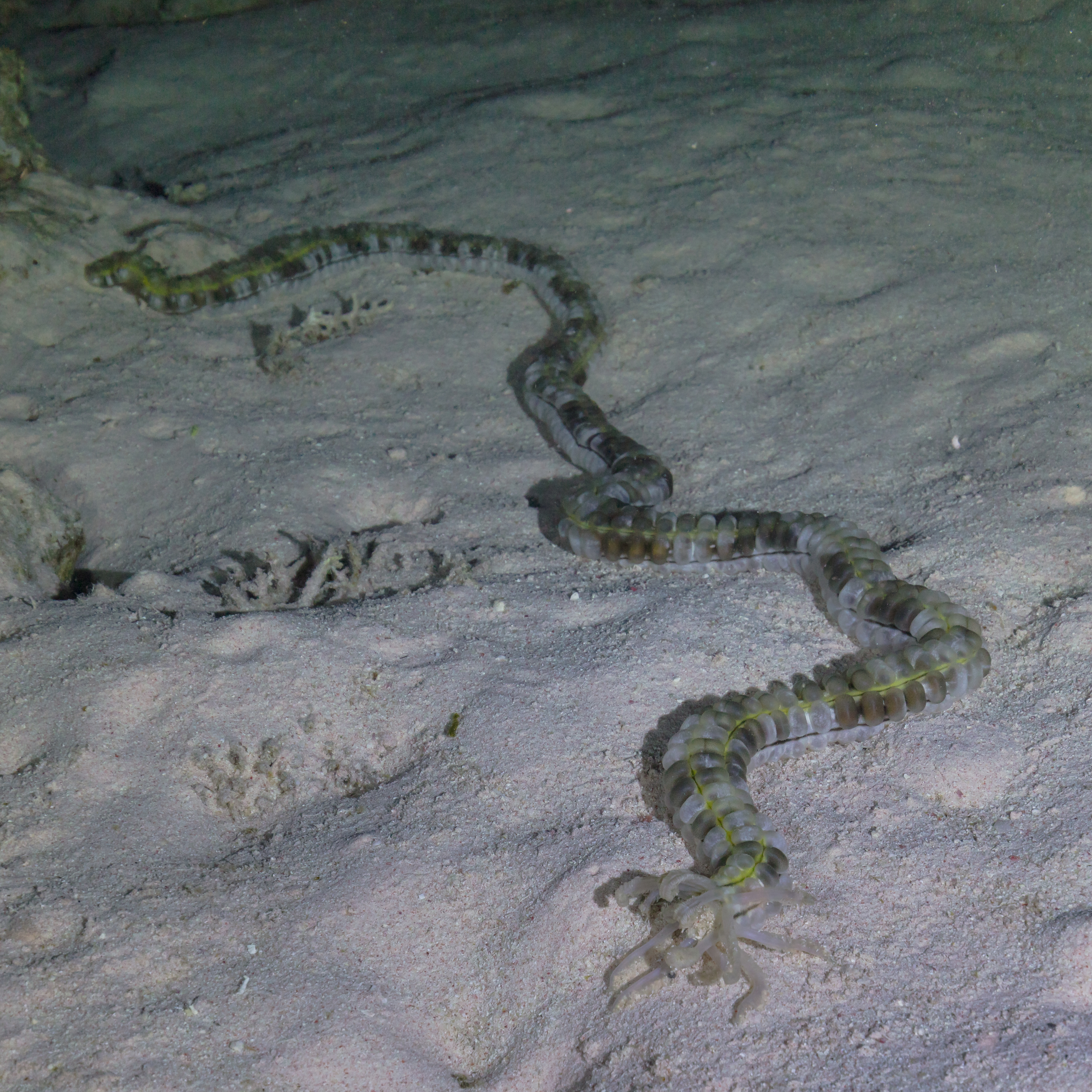
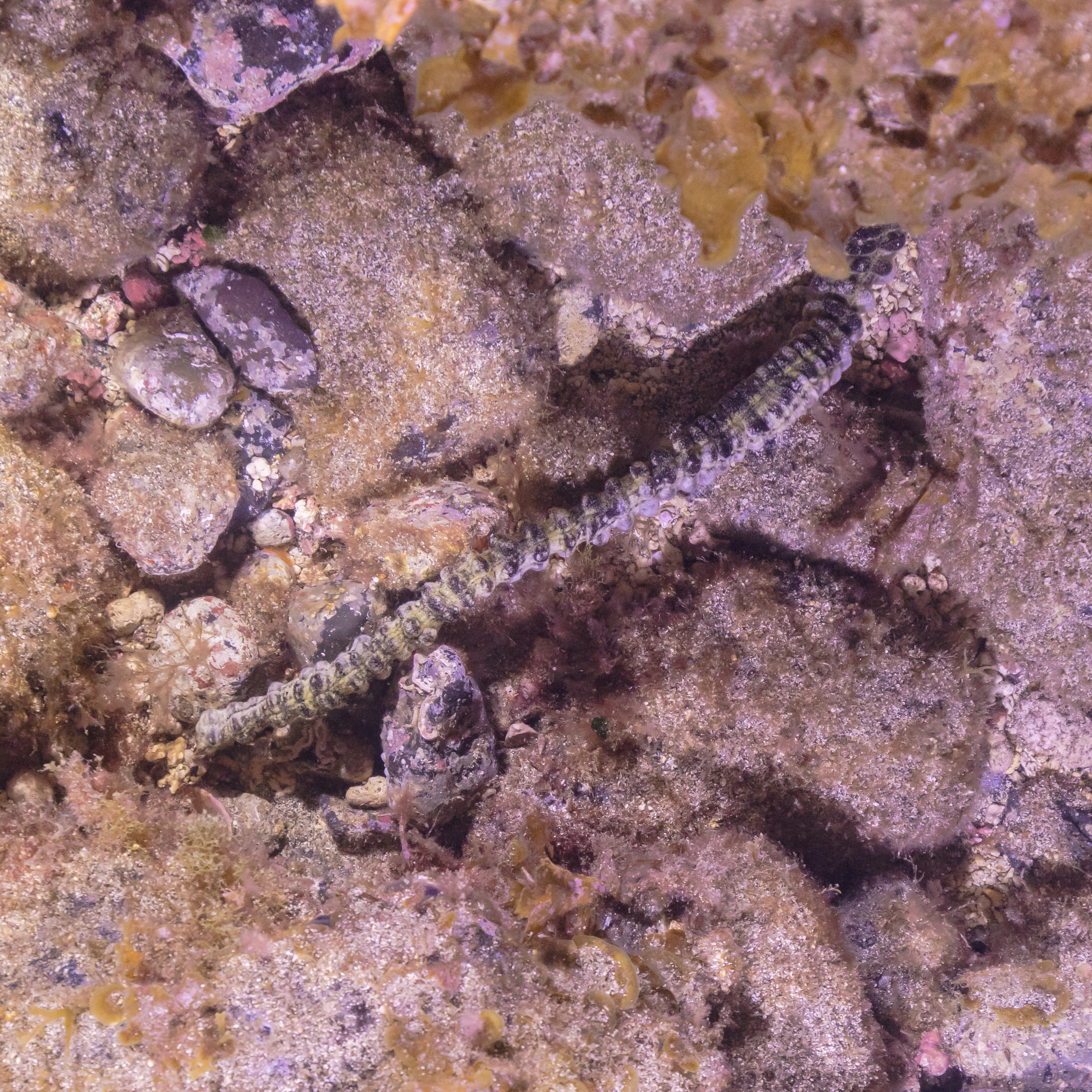
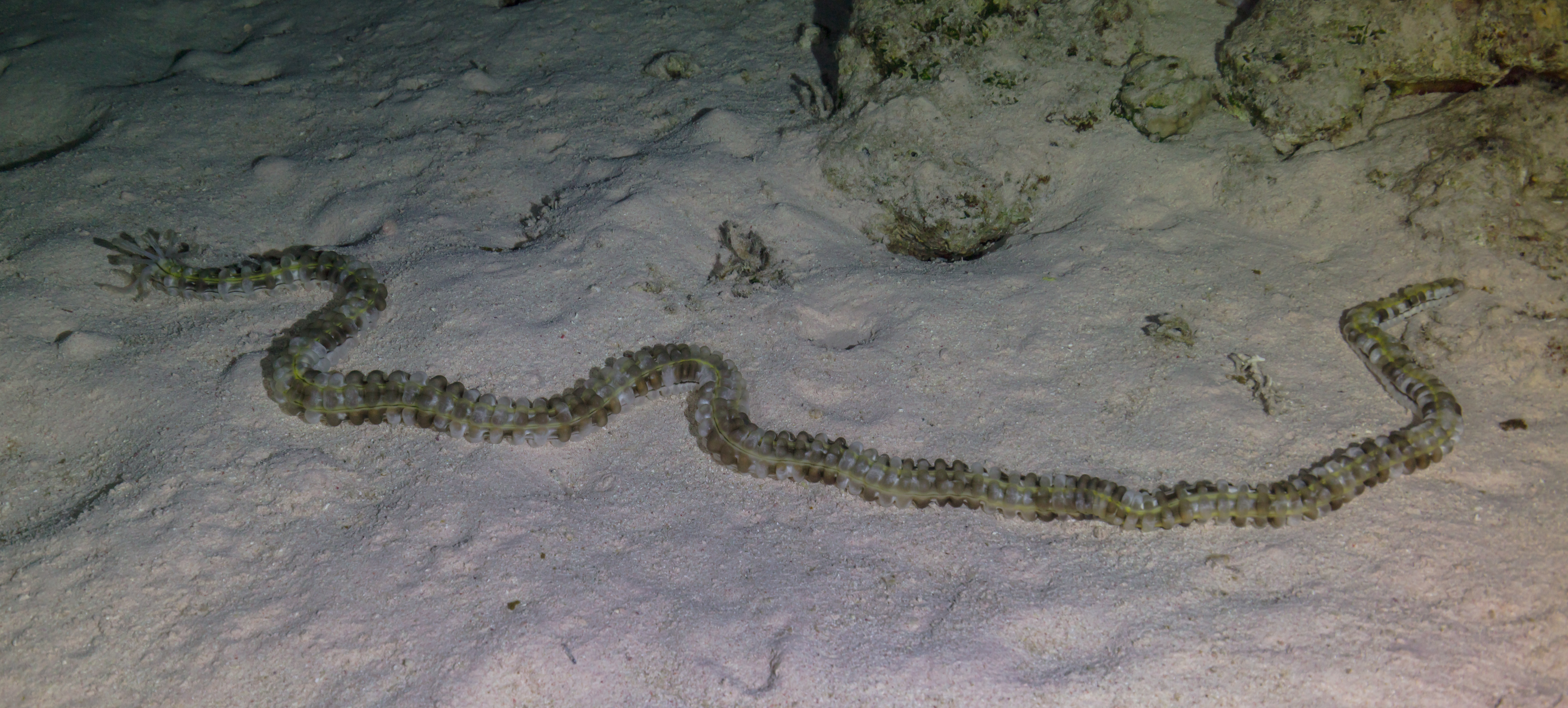
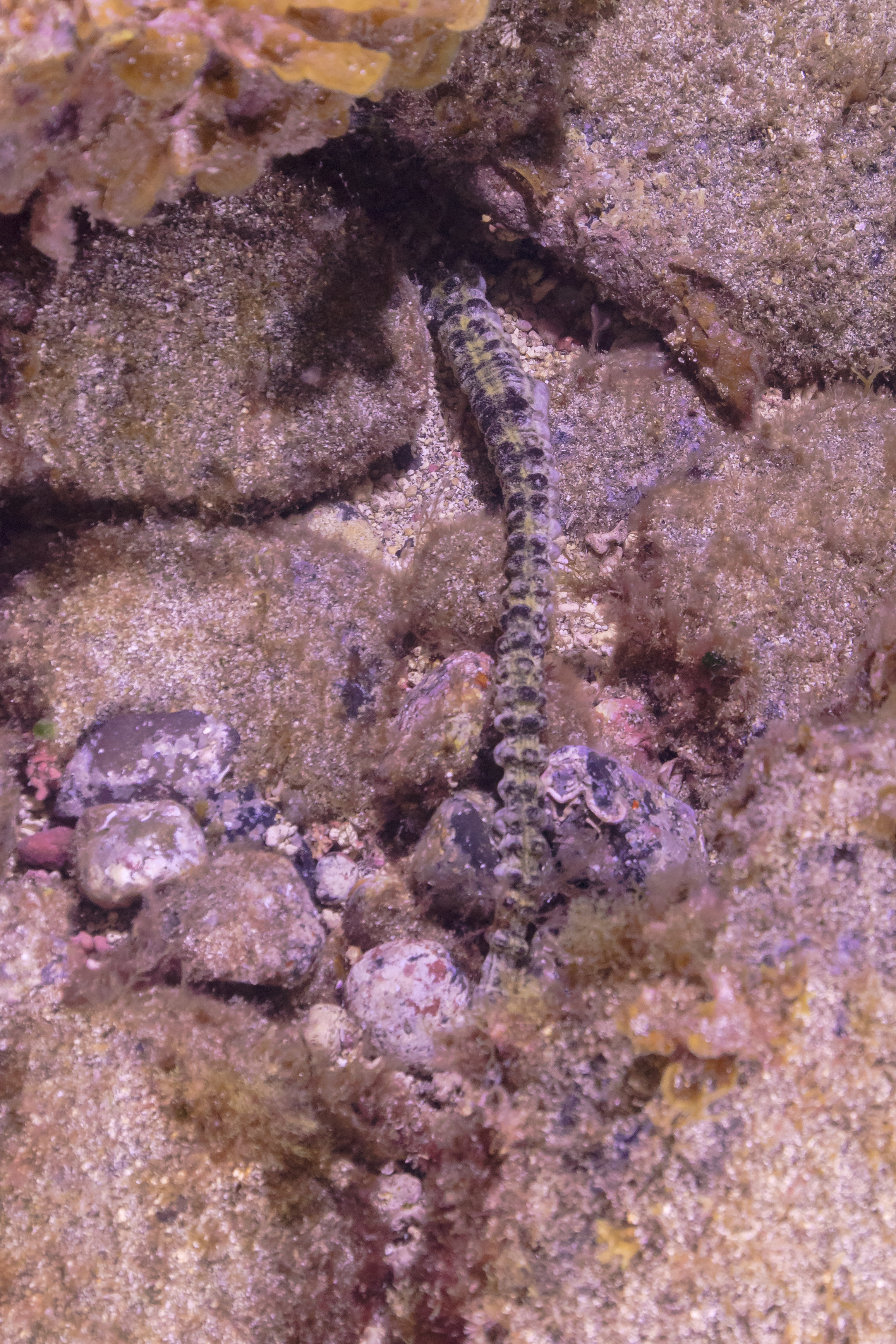
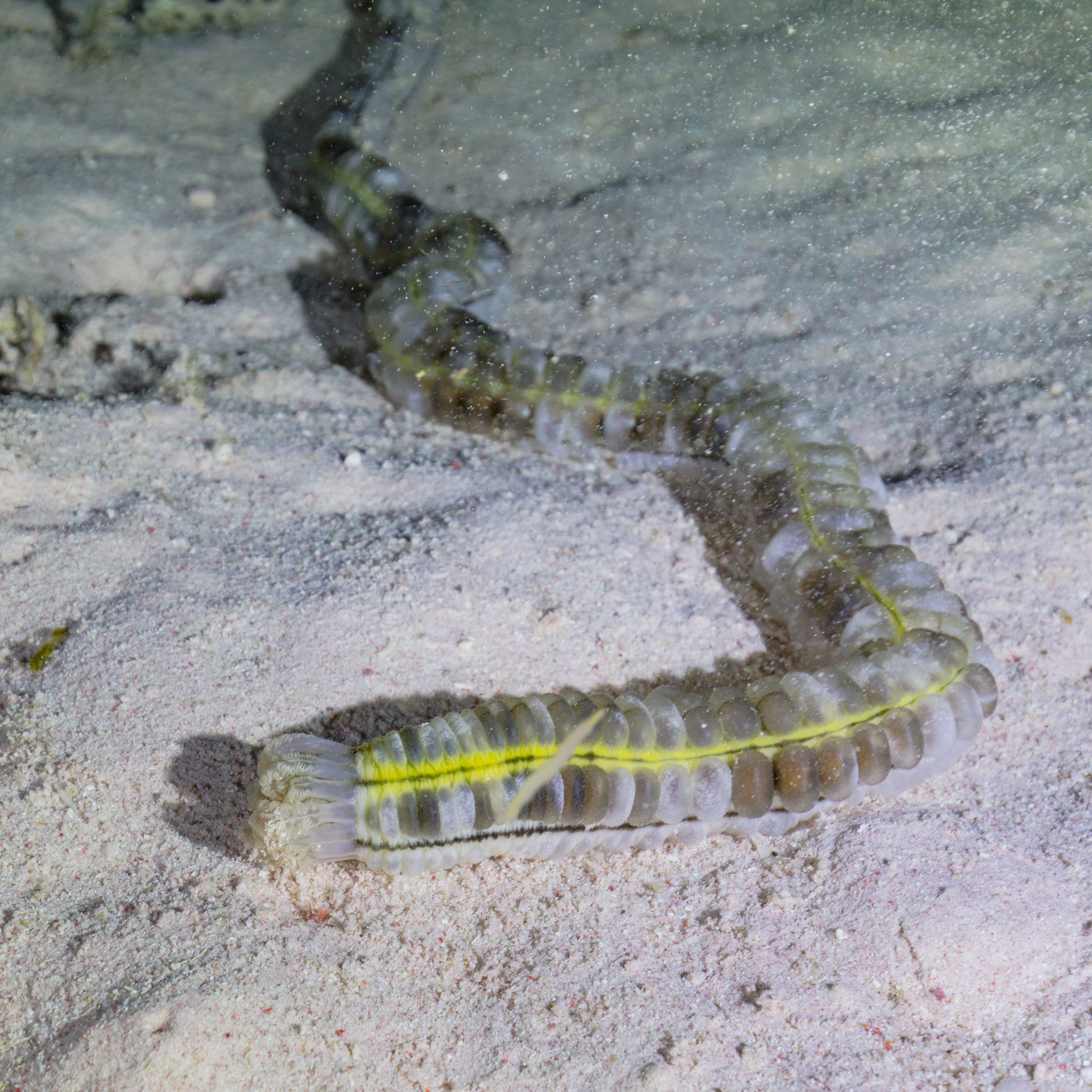
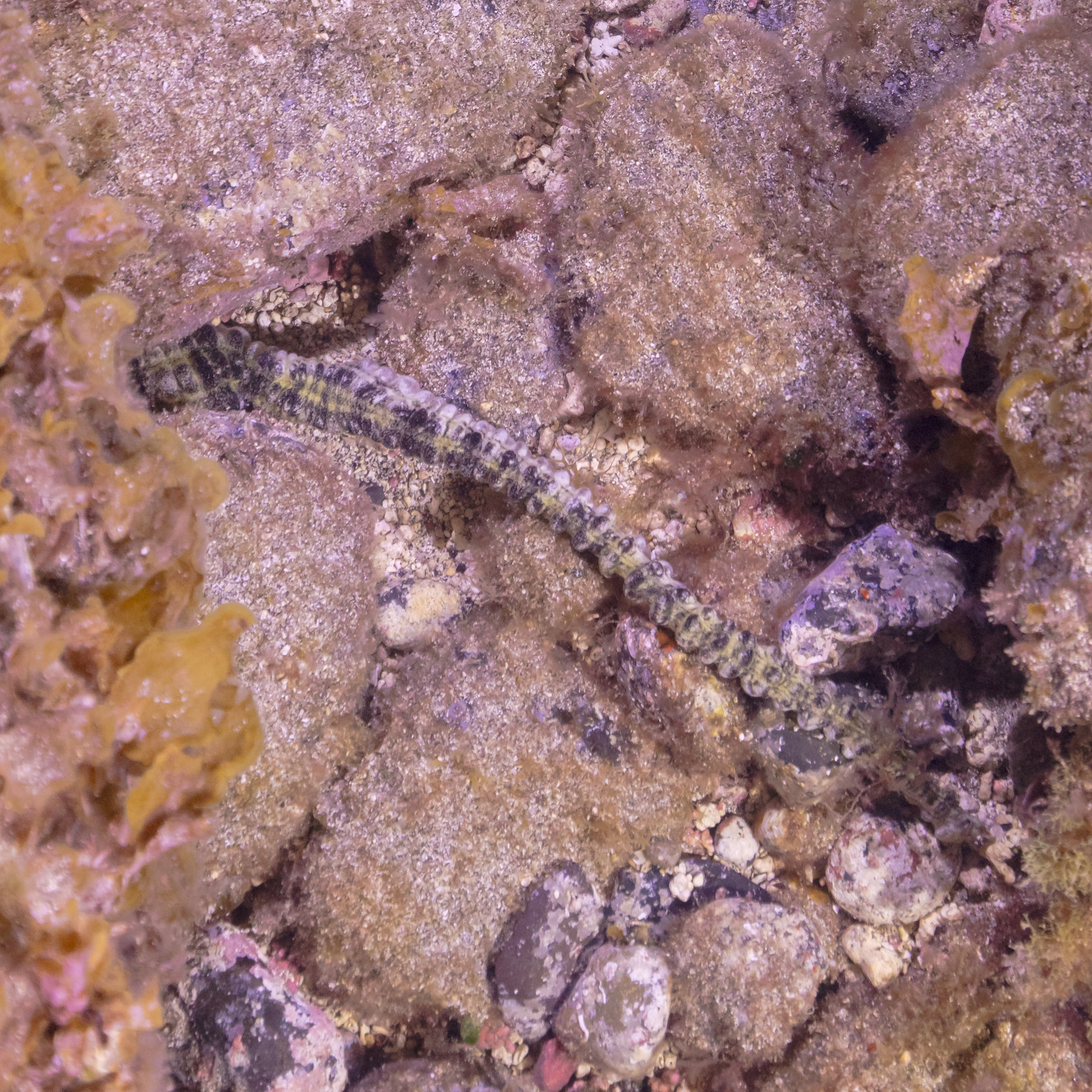